# 1869 en philosophie
Chronologie de la philosophie
- 1865
- 1866
- 1867
- 1868
- 1869
- 1870
- 1871
- 1872
- 1873

L’année 1869 a été marquée, en philosophie, par les événements suivants :

## Publications
- Die Philosophie des Unbewussten de Karl Robert Eduard von Hartmann ; traduit de l'allemand par Désiré Nolen en 1877 sous le titre Philosophie de l'Inconscient.

## Naissances
- 27 juin : Emma Goldman, philosophe politique américaine, morte en 1940.
- 10 novembre : Léon Brunschvicg, philosophe français, mort en 1944.

## Décès
- 5 février : Carlo Cattaneo, philosophe et patriote italien, né en 1801.
- 31 mars : Allan Kardec (de son vrai nom Hippolyte Léon Denizard Rivail), né en 1804.